# 화한삼재도회

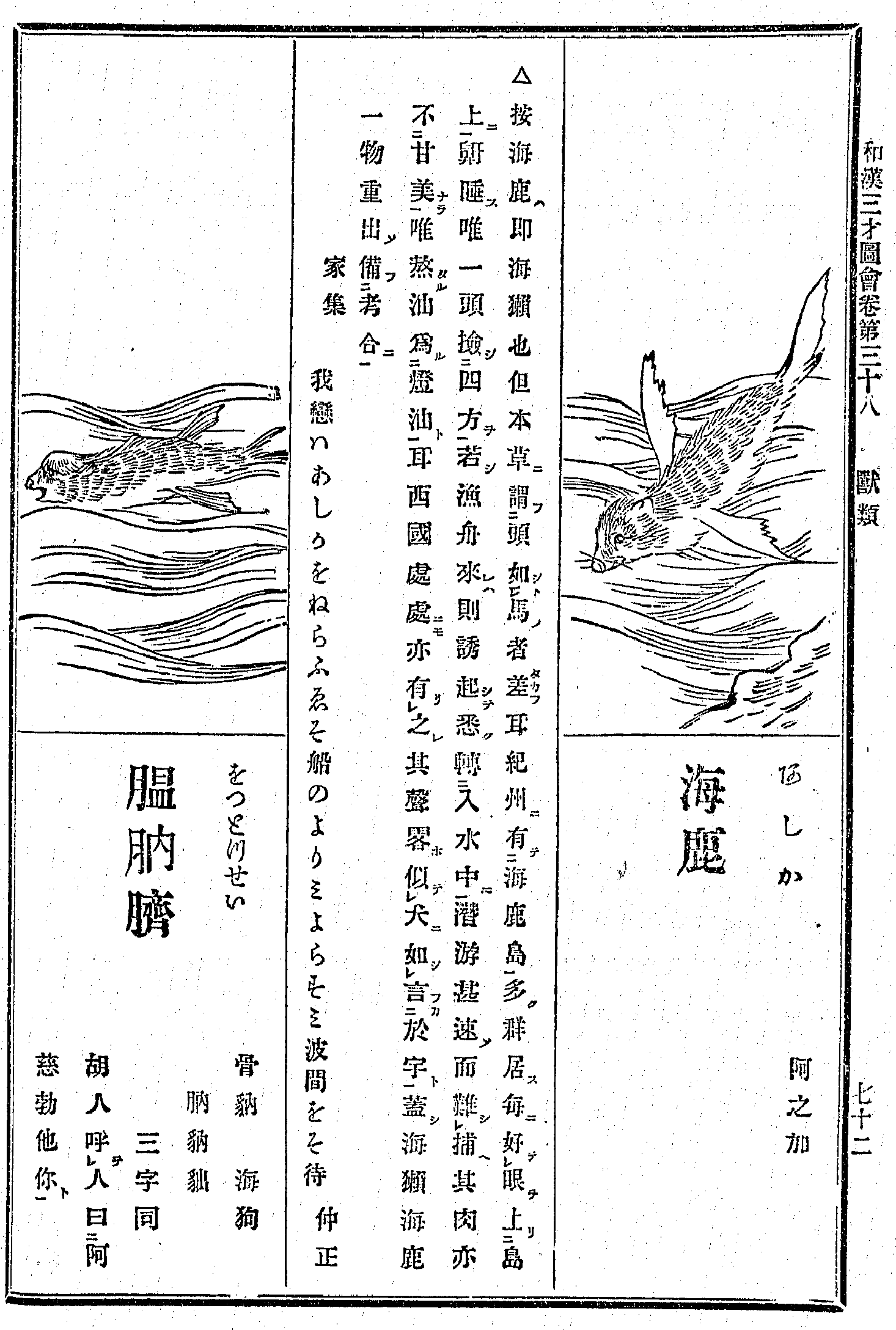

《화한삼재도회》(和漢三才圖會)는 쇼토쿠(正德) 2년(1712년)경 출판된 일본의 백과사전이다.

## 개요
책의 이름은 중국의 명(明) 말기인 만력(萬曆) 35년(1607년) 왕기(王祈)가 지은 《삼재도회》(三才圖會)를 본뜬 것으로, 천지인(天地人)으로 분류한 구성 역시 《삼재도회》를 모방한 것이었다.
편집자 데라시마 료안(寺島良安)은 원래 오사카의 의사로, 스승 와키 나카야스(和氣仲安)으로부터 "의사라면 삼라만상의 모든 것에 밝아야 한다"는 말을 듣고, 앞서 중국에서 간행된 왕기의 《삼재도회》의 구성을 본따 여기에 일본과 관련된 내용을 대폭 보충하여 《화한삼재도회》를 지었다. 전체 105권 81책에 이르는 분량으로 각 항목마다 일본과 중국의 사상을 배열하고 고증하여 거기에 삽화를 더했다. 본문은 모두 한문으로 해설되어 있다.
실제로는 존재하지 않는 공상의 영역이나 황당무계한 내용도 많지만, 저자가 의사였던 만큼 동양 의학에 관한 기사는 매우 정확하며, 침이나 뜸을 다루는 치료사들 중에는 이 《화한삼재도회》를 가장 신뢰할 수 있는 고전으로 평가하기도 한다.
《화한삼재도회》는 간행 후 에도 시대 전반에 걸쳐 널리 이용되었고, 메이지 시대에도 크기를 줄인 축쇄판이 나왔을만큼 2세기 동안 일본인들의 지식의 원천이 되어준 책이었다. 또한 조선에까지 전해져 지식인들에게 많은 영향을 주었다.

## 구성
| 권수     | 분류                                   |
| -------- | -------------------------------------- |
| 1        | 천부(天部)                             |
| 2        | 천문(天文)                             |
| 3        | 천상류(天象類)                         |
| 4        | 시후류(時候類)                         |
| 5        | 역점류(暦占類)                         |
| 6        | 역택일신(暦擇日神)                     |
| 7        | 인륜류(人倫類)                         |
| 8        | 인륜친족(人倫親族)                     |
| 9        | 관위부(官位部)                         |
| 10       | 인륜지용(人倫之用)                     |
| 11       | 경락부(經絡部)                         |
| 12       | 지체부(支體部)                         |
| 13       | 이국인물(異國人物)                     |
| 14       | 외이인물(外夷人物)                     |
| 15       | 예기(藝器)                             |
| 16       | 예능(藝能)                             |
| 17       | 희희부(嬉戱部)                         |
| 18       | 악기류(樂器類)                         |
| 19       | 신제부불공구(神祭附佛供具)             |
| 20       | 병기방비구(兵器防備具)                 |
| 21       | 병기정벌구(兵器征伐具)                 |
| 22       | 형벌(刑罰)                             |
| 23       | 어렵구(漁獵具)                         |
| 24       | 백공구(百工具)                         |
| 25       | 용식구(容飾具)                         |
| 26       | 복완구(服玩具)                         |
| 27       | 면포류(絹布類)                         |
| 28       | 의복류(衣服類)                         |
| 29       | 관모류(冠帽類)                         |
| 30       | 이말류(履襪類)                         |
| 31       | 포주구(庖厨具)                         |
| 32       | 가식류(家飾類)                         |
| 33       | 거가류(車駕類)                         |
| 34       | 선교류(船橋類)                         |
| 35       | 농구류(農具類)                         |
| 36       | 여공류(女工具)                         |
| 37       | 축류(畜類)                             |
| 38       | 수류(獸類)                             |
| 39       | 서류(鼠類)                             |
| 40       | 우류(寓類)ㆍ괴류(怪類)                 |
| 41       | 수금류(水禽類)                         |
| 42       | 원금류(原禽類)                         |
| 43       | 임금류(林禽類)                         |
| 44       | 산금류(山禽類)                         |
| 45       | 용사류(龍蛇部)                         |
| 46       | 개갑부(介甲部)                         |
| 47       | 개패부(介貝部)                         |
| 48       | 어류(魚類)ㆍ하호(河湖)ㆍ유린어(有鱗魚) |
| 49       | 어류(魚類)ㆍ강해(江海)ㆍ유린어         |
| 50       | 어류ㆍ하호ㆍ무린어(無鱗魚)             |
| 51       | 어류ㆍ강해ㆍ무린어                     |
| 52       | 난생류(卵生類)                         |
| 53       | 화생류(化生類)                         |
| 54       | 습생류(濕生類)                         |
| 55       | 지부(地部)                             |
| 56       | 산류(山類)                             |
| 57       | 수류(水類)                             |
| 58       | 화류(火類)                             |
| 59       | 금류(金類)                             |
| 60       | 옥석류(玉石類)                         |
| 61       | 잡석류(雜石類)                         |
| 62본(本) | 중화(中華)                             |
| 62말(末) | 하남(河南)                             |
| 63       | 하서(河西)                             |
| 64       | 지리(地理) 대일본국(大日本國)          |
| 65       | 지부(地部)                             |
| 66       | 우에노(上野)                           |
| 67       | 무사시(武蔵)                           |
| 68       | 에치고(越後)                           |
| 69       | 가이(甲斐)                             |
| 70       | 노토(能登)                             |
| 71       | 와카사(若狹)                           |
| 72       | 야마시로(山城)                         |
| 73       | 야마토(大和)                           |
| 74       | 셋츠(攝津)                             |
| 75       | 가와치(河內)                           |
| 76       | 이즈미(和泉)                           |
| 77       | 단바(丹波)                             |
| 78       | 미마사카(美作)                         |
| 79       | 아와(阿波)                             |
| 80       | 부젠(豊前)                             |
| 81       | 가택류(家宅類)                         |
| 82       | 향목류(香木類)                         |
| 83       | 교목류(喬木類)                         |
| 84       | 관목류(灌木類)                         |
| 85       | 우목류(寓木類)                         |
| 86       | 오과류(五果類)                         |
| 87       | 산과류(山果類)                         |
| 88       | 이과류(夷果類)                         |
| 89       | 미과류(味果類)                         |
| 90       | 조과류(瓜果類)                         |
| 91       | 수과류(水果類)                         |
| 92본(本) | 산초류(山草類) 상권                    |
| 92말(末) | 산초류(山草類) 하권                    |
| 93       | 방초류(芳草類)                         |
| 94본(本) | 습초류(濕草類)                         |
| 94말(末) | 습초류(濕草類)                         |
| 95       | 독초류(毒草類)                         |
| 96       | 만초류(蔓草類)                         |
| 97       | 수초(水草)ㆍ조류(藻類)ㆍ태류(苔類)     |
| 98       | 석초류(石草類)                         |
| 99       | 훈초류(葷草類)                         |
| 100      | 과채류(瓜菜類)                         |
| 101      | 지이류(芝茸類)                         |
| 102      | 유활채(柔滑菜)                         |
| 103      | 곡류(穀類)                             |
| 104      | 숙두류(菽豆類)                         |
| 105      | 조양류(造醸類)                         |

## 한국에 끼친 영향
《화한삼재도회》는 일본에 갔던 조선 통신사(朝鮮通信使) 등을 통해 소개되었던 것으로 보인다. 제11회 통신사로 일본에 간 남옥의 《일관기》1764년 3월 27일자에 따르면 슈고(周宏)라는 승려가 조선 측에 《왜한삼재도회》(화한삼재도회)를 구해 주었다고 한다. 
한국 국내에 있는 《화한삼재도회》는 일본에서 간행된 목판본으로 1713년에 간행된 것과 1772년에 간행된 두 판본이 있는데, 조선에 소개된 제목은 《왜한삼재도회》(倭漢三才圖會)이며 기록상 영조(英祖) 24년(1748년)에 통신사로서 일본을 다녀온 조명채가 작성한 《봉사일본시견문록》(奉使日本時聞見錄)에서 책의 이름이 처음 등장한다. 조선의 실학자 이덕무(李德懋)가 일본에 관한 정보를 종합 정리해 편찬한 《청령국지》에는 일본과 무역을 하던 국가 가운데 하나로서 아란타(阿蘭陀) 즉 네덜란드가 포함되어 있는데, 여기서 아란타에 대한 설명은 대부분 《화한삼재도회》를 통해 얻은 자료에서 나왔다. 이덕무가 평소 교유하던 학자 원중거(元重擧)와 성대중(成大中) 두 사람에게서 나온 영조 39년(1763년)에서 40년(1764년)에 걸쳐 통신사의 일원으로 일본을 다녀왔으며, 자신들이 일본에서 목격한 바를 들려주고 구입해 온 서적들을 보여주는 과정에서 이덕무가 《화한삼재도회》를 얻게 된 것으로 보인다. 현재 한국에 남아있는 《화한삼재도회》목판본 중에서 1713년 간본이 원중거와 성대중 일행이 구입한 것으로 보이며, 1772년 간본은 통신사의 방문과는 별도로 쓰시마섬(對馬島)에서 동래(東萊)를 거쳐 국내로 들어온 것으로 추정되는데 도입과정에 대해서는 아직 밝혀진 것이 없다.
이덕무 이후 유득공(柳得恭)의 《필기(筆記)》, 정약용(丁若鏞)의 《여유당전서》(與猶堂全書), 한치윤(韓致奫)의 《해동역사》(海東繹史), 성해응(成海應)의 《연경재총서》(硏經齋叢書), 이규경(李圭景)의 《오주연문장전산고》(五洲衍文長箋散稿), 서유구(徐有榘)의 《임원경제지》(林園經濟志)등에서 이 《화한삼재도회》를 주요 참고 문헌으로 인용하였으며, 정조가 왕명으로 편찬하게 한 《무예도보통지》(武藝圖譜通志)에도 《화한삼재도회》는 일본의 무기와 무예에 대한 주요 참조자료로서 인용되었다. 윤행임(1762~1801)이 《석재고》에서 임진왜란 당시의 전승과 네덜란드인들의 조선 표착을 다루면서 《화한삼재도회》권56 산류 중 후지산 기사를 인용한 것이 확인되고 있다. 
당시 조선 학계에는 외부 세계에서 들어온 방대한 정보들을 집성하여 주제에 따라 분류한 유서(類書, 백과사전)의 편찬이 유행했는데, 일본에서 도입된 《화한삼재도회》는 조선 학계에 새롭고도 다양한 많은 정보들을 제공했다.